# Josef Lukan
Josef Lukan (ur. 1898, zm. ?) – zbrodniarz nazistowski, członek załogi niemieckiego obozu koncentracyjnego Mauthausen-Gusen i SS-Scharführer.
Obywatel jugosłowiański narodowości niemieckiej. Z zawodu drukarz.  Członek Waffen-SS od 16 lutego 1942. Wtedy też skierowano go do służby w kompleksie obozowym Mauthausen, gdzie następnie sprawował rozmaite funkcje w obozie głównym oraz podobozach Steyr, Gross-Raming i Wiener-Neudorf. Od 12 stycznia 1944 do wyzwolenia obozu był kierownikiem komanda więźniarskiego w podobozie Ebensee. W styczniu 1945 wymierzył jednemu z więźniów karę 50 kijów i wybił mu oko. Lukan oprócz wykonywania okrutnych kar, wielokrotnie również znęcał się nad więźniami pracującymi w obozowych kamieniołomach, bijąc ich pałką, biczem czy też kablem.
Lukan został osądzony za swoje zbrodnie w procesie załogi Mauthausen (US vs. Josef Lukan i inni) w dniach 26–28 sierpnia 1947 przez amerykański Trybunał Wojskowy w Dachau. Skazano go na karę 20 lat pozbawienia wolności.